# Campagne de Tunisie
Ne doit pas être confondu avec Campagne de Tunisie de 1881.
Seconde Guerre mondiale
Batailles
- Course pour Tunis
- Ligne Mareth
- Sidi Bouzid
- Kasserine
- Sejnane
- Ochsenkopf
- Capri
- Ksar Ghilane
- Pugilist
- El Guettar
- Wadi Akarit
- Longstop Hill
- Hill 609
- Vulcan
- Flax
- Retribution
- Strike

Guerre du Désert
- Invasion de l'Égypte
- Compass (Fort Capuzzo
- Nibeiwa
- Sidi Barrani
- Bardia
- Tobrouk (1941)
- Mechili
- Beda Fomm)
- Koufra
- Siège de Giarabub
- Sonnenblume
- El Agheila (1941)
- Siège de Tobrouk (Raid sur Bardia
- Raid Twin Pimples)
- Skorpion
- Brevity
- Battleaxe
- Crusader (Flipper
- Bir el Gubi (novembre 1941)
- Point 175
- Bir el Gubi (décembre 1941))
- Fort Lamy
- Gazala (Bir Hakeim
- Tobrouk (1942))
- Mersa Matruh
- El Alamein (juillet 1942) (Raid sur l'aérodrome de Sidi Haneish)
- Alam el Halfa
- Agreement (Caravan)
- Bertram
- Braganza
- El Alamein (octobre 1942) (Avant-poste Snipe)
- El Agheila (1942)

Débarquement allié en Afrique du Nord
- Blackstone
- Casablanca
- Reservist
- Terminal
- Port Lyautey
- Brushwood

Campagne de Tunisie
- Course pour Tunis
- Ligne Mareth
- Sidi Bouzid
- Kasserine
- Sejnane
- Ochsenkopf
- Capri
- Ksar Ghilane
- Pugilist
- El Guettar
- Wadi Akarit
- Longstop Hill
- Hill 609
- Vulcan
- Flax
- Retribution
- Strike

La campagne de Tunisie, également connue sous le nom de bataille de Tunisie, est un ensemble de batailles de la Seconde Guerre mondiale consécutives à l'opération anglo-américaine Torch en Algérie et Maroc, et qui ont lieu en Tunisie (alors sous protectorat français - régime de Vichy) entre le 17 novembre 1942 et le 13 mai 1943.
Les combats opposent les forces de l'Allemagne nazie (80 000 hommes) et de l'Italie fasciste (110 000 hommes) aux forces alliées composées de 130 000 soldats britanniques, de 95 000 soldats américains et d'environ 75 000 soldats français et coloniaux de l'armée d'Afrique et des Forces françaises libres.
La campagne débute par des succès des forces de l'Axe mais la supériorité numérique et matérielle des Alliés conduit finalement à la victoire totale de ces derniers : elle se traduit par 275 000 prisonniers de guerre allemands, principalement issus de l'Afrika Korps, et italiens.

## Contexte
La plupart des batailles d'Afrique du Nord ont lieu à l'est des bases et dépôts italiens d'armement situés en Libye. Au début de la guerre du Désert, les deux camps manquent d'approvisionnement en armes et les grandes batailles durent tant qu'aucun ne fait la différence dans la quantité d'armement à sa disposition. En 1942, la situation évolue en faveur des Britanniques. La Royal Navy réussit à déloger la flotte italienne de Méditerranée et permet ainsi la circulation des navires en provenance du Royaume-Uni, tandis que la maîtrise de Malte par la Royal Air Force (RAF) empêche le ravitaillement en armes des Italiens par la mer.

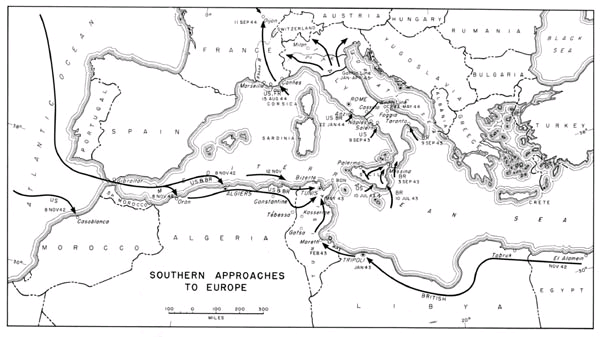
Théâtre nord-africain de la Seconde Guerre mondiale.

Avec le retrait des Allemands à la suite du coup de force du général Montgomery en Égypte (seconde bataille d'El Alamein en novembre 1942) et une 8e armée ne souffrant plus du manque de ravitaillement en armes des premières batailles, grâce à l'aide américaine, l'arrivée des Britanniques en Libye n'est plus qu'une question de jours. À l'ouest de l'Afrique du Nord, l'opération Torch fournit également des forces supplémentaires aux Alliés qui peuvent dès lors piéger les forces de l'Axe prises en étau entre les deux contingents alliés sur le terrain libyen. Or se présentaient pour les forces de l'Axe des possibilités défensives importantes plus à l'ouest, en Tunisie.
La majeure partie de la Tunisie fait partie du prolongement occidental du golfe de Syrte, la frontière occidentale avec l'Algérie étant définie par la chaîne de montagnes de l'Atlas. Néanmoins, la côte nord de la Tunisie est largement « ouverte ». Toutefois, au sud, il existe une chaîne de collines parallèle à la côte, les monts Matmata, et la seule possibilité d'approche consiste à emprunter l'étroite plaine qui les séparent de la mer. Or, les Français avaient construit quelques années auparavant, au sud du pays, une série d'ouvrages défensifs sur une bande de vingt kilomètres de large et trente kilomètres de long, la ligne Mareth, afin de contrer une possible invasion italienne venant de Libye.
La Tunisie offrait ainsi pour les forces de l'Axe une base d'opérations excellente et facile à défendre. Les lignes défensives au nord pouvaient faire face à l'arrivée des troupes alliées de l'Opération Torch tandis qu'au sud la ligne Mareth assurait une défense. Entre les deux n'existaient que quelques passages vulnérables à travers les montagnes de l'Atlas. Par ailleurs, la Tunisie offrait deux ports en eaux profondes, Tunis et Bizerte, situés à moins de 200 kilomètres des bases militaires italiennes de Sicile. L'armement pouvait être acheminé en une nuit, ce qui permettait d'échapper à la surveillance des patrouilles de la RAF, alors que le trajet Italie-Libye prenait une bonne journée et rendait les opérations de transport particulièrement vulnérables.
Adolf Hitler considérait que la Tunisie pouvait tenir pendant des mois voire des années, contrariant ainsi les plans des Alliés en Europe.

## Déroulement

### Consolidation de l'Axe
Les forces de l'opération Torch, connues sous le nom de Eastern Task Force (Corps expéditionnaire oriental), planifient de faire suivre leurs parachutages par des attaques de commandos et de troupes aéroportées en Tunisie. Mais ces plans sont contrariés lorsque les autorités locales du régime de Vichy entrent dans de longues discussions pour savoir si elles doivent ou non soutenir les Alliés, livrant ainsi la Tunisie aux Allemands sans aucune résistance et poussant les Alliés à laisser des garnisons d'hommes basées d'un bout à l'autre de l'Afrique du Nord. Pourtant, même si cette tactique permet d'établir des bases avancées et de prépositionner du matériel, aucune offensive n'est toutefois entreprise. Une rapide avancée en Tunisie aurait été possible si elle avait été décidée immédiatement, mais ce n'est pas le cas à l'époque. Le général Dwight D. Eisenhower écrira plus tard : « Les opérations américaines ont violé tous les principes de guerre reconnus ». Quant aux responsables français en Tunisie, ils n'arrivent pas à choisir leur camp et ne ferment l'accès à leurs terrains d'aviation à aucun des deux camps.
Dès le 10 novembre 1942, l'armée de l'air italienne envoie une escadre de 28 bombardiers à Tunis. Deux jours plus tard, les forces de l'Axe mettent en place un pont aérien, et débarquent à terme plus de 15 000 hommes et 581 tonnes de matériel, accompagné de navires transportant 176 tanks, 131 pièces d'artillerie, 1 152 véhicules et 13 000 tonnes de matériel. À la fin du mois, ces navires ont convoyé trois divisions allemandes dont la 10e Panzerdivision et deux divisions d'infanterie italiennes. Le 12 novembre, Walther Nehring prend le commandement du Corps XC.
Finalement, le 22 novembre, un accord prévoit le placement des autorités tunisiennes de Vichy dans le camp allié, permettant aux troupes des garnisons alliées d'être envoyées sur le front. À ce moment-là, l'Axe a réussi à constituer un corps entier et les forces allemandes surpassent leurs adversaires alliées sur presque tous les plans.

### Tentative de poussée alliée vers Tunis

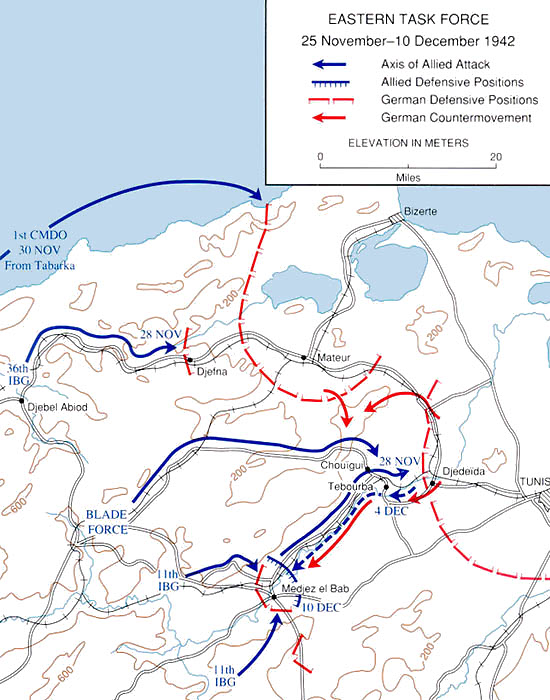
Carte des opérations entre le 25 novembre et le 10 décembre 1942.

Les deux camps se rencontrent pour la première fois au djebel Abiod le 17 novembre, jour de l'arrivée de Nehring, mais ce dernier ordonne une retraite humiliante. L'Eastern Task Force britannique poursuit son avancée et atteint Sidi Nsir le 18 puis Medjez el-Bab dans la nuit du 19 au 20 et approche d'El Aroussa le 23. Toutefois, la première véritable offensive alliée démarre le 25 novembre. Le plan allié consiste à percer les lignes de l'Axe puis à se séparer en deux colonnes pour prendre Bizerte et Tunis. Une fois Bizerte prise, l'Opération Torch prendrait fin. Les premiers affrontements ont lieu dès ce jour-là : Nehring ordonne à nouveau des attaques mais se retire de Medjez el-Bab durant la nuit. La Luftwaffe, ravie de posséder la supériorité aérienne dans le ciel de la Tunisie, au moment où les avions alliés s'établissent sur de nouvelles bases en Algérie, cause de sérieux dommages parmi les colonnes alliées se dirigeant vers l'ouest au cours des deux jours suivants. Pourtant, un petit groupe de tanks M3 Grant atteint la base aérienne de Djedeida dans l'après-midi et parvient à détruire un certain nombre d'appareils au sol avant de se retirer derrière les lignes alliées.
L'Eastern Task Force avance en direction du nord-est, prenant la place des forces de l'Axe en retraite, alors que Nehring et son Corps XC installe une nouvelle ligne défensive à Djedeida (à seulement 30 kilomètres de Tunis). La 78e division du général Vivian Evelegh vient à sa rencontre le 28 novembre mais ils sont repoussés après avoir perdu 30 hommes tués et 86 faits prisonniers de guerre. Ils lancent une seconde offensive mais perdent facilement cinq tanks face aux armes anti-chars positionnées dans la ville. Le 1er décembre, les forces de l'Axe organisent une contre-attaque. Au cours des quatre jours suivants, ils réussissent à repousser les Alliés jusqu'à leur point de départ. Finalement, le 10 décembre, les unités alliées tiennent une ligne défensive à l'Est de Medjez el-Bab. Cette série de défaites alliées coûte à ces derniers plus de 1 000 disparus (prisonniers de guerre), 73 tanks, 432 autres véhicules et 70 pièces d'artillerie.
Dès lors, les Alliés commencent à préparer une autre attaque et sont prêts à la lancer à la fin décembre. La mise en place continue mais lentement et conduit le niveau des forces alliées à un total de 20 000 Britanniques, 11 800 Américains et 7 000 Français. Des renseignements précis indiquent environ 25 000 combattants et 10 000 troupes de service, principalement allemands, en face d'eux.
Dans la nuit du 16 au 17 décembre, une compagnie de la 1re division d'infanterie américaine opère un raid sur Meknassy, à 250 kilomètres au sud de Tunis, et capture 21 Italiens. La principale attaque commence dans l'après-midi du 22 décembre malgré la pluie et les moyens aériens insuffisants. Des unités de la 1re division américaine et les Coldstream Guards britanniques effectuent une percée jusqu'aux pieds de Longstop Hill (colline située entre Medjez el-Bab et Tebourba) qui surplombe la vallée de la Medjerda et ouvre la voie menant à Tunis. Mais deux jours plus tard, une contre-attaque allemande stoppe cette avancée et, au 26 décembre, les Alliés se retirent de la ligne qu'ils occupaient deux semaines plus tôt après avoir perdu 534 hommes. La tentative de prise de Tunis par les Alliés est ainsi provisoirement stoppée.

### Impasse

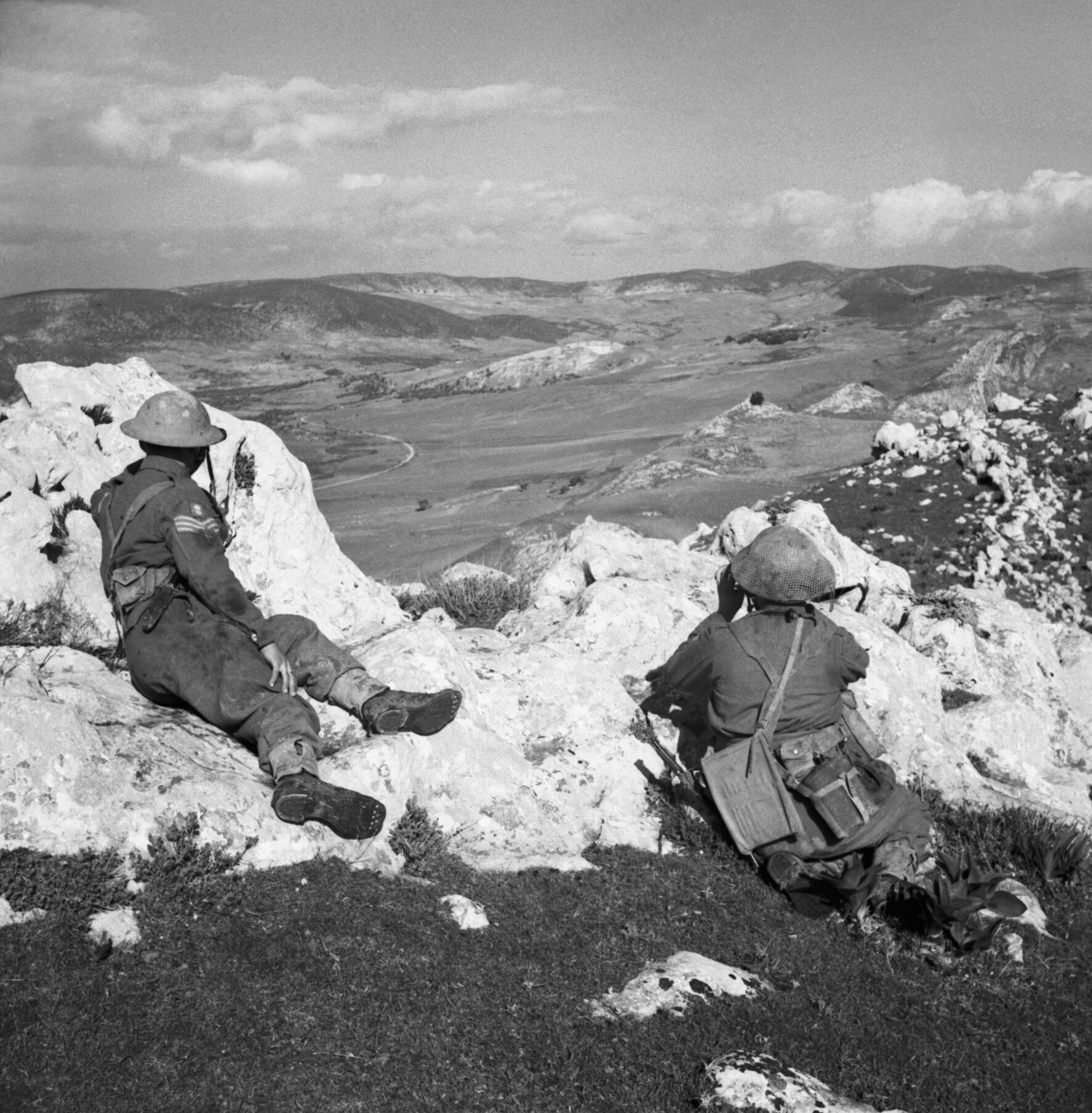
Deux soldats britanniques sur une colline surveillant Mateur.

Alors que les batailles s'apaisent, les divisions des Français resurgissent. Le 24 décembre, François Darlan est assassiné et Henri Giraud est choisi par le « Conseil impérial » pour le remplacer.
Les Allemands sont également confrontés à quelques contretemps. Nehring, largement considéré comme un excellent commandant, a fortement irrité ses supérieurs par ses franches critiques. Avant l'hiver, ils décident de le remplacer en faisant passer ses forces dans la 5. Panzerarmee sous le commandement du général Hans-Jürgen von Arnim. Cette armée est composée d'unités d'infanterie lourde de la Division von Broich (devenue plus tard la Division von Manteuffel) positionnée dans la région de Bizerte, de la 10e Panzerdivision de la région Centre ainsi que de la division Superga (en) italienne sur son flanc sud. De la mi-novembre à janvier 1943, 112 000 hommes et 101 000 tonnes de matériel et d'équipements parviennent à arriver en Tunisie, ce qui frustre les Alliés en raison de leur supériorité navale.
Pendant ce temps, Eisenhower transfère les unités restantes du Maroc et de l'Algérie en Tunisie. Au nord, l'Eastern Task Force commandée par le général Kenneth Anderson est transformée en 1re armée britannique composée de cinq divisions dont trois divisions supplémentaires rejoignant la 6e division blindée britannique et la 78e division d'infanterie britannique déjà stationnées en Tunisie. Au sud, un corps français formé de deux divisions se constitue. Au centre, un nouveau 2e corps d'armée américain commandé par le général Lloyd Fredendall regroupe la majeure partie de six divisions : les 1re, 3e, 9e et 34e divisions d'infanterie ainsi que les 1re et 2e divisions blindées. Les Américains commencent aussi à construire un complexe de bases logistiques en Algérie et en Tunisie avec comme objectif final de mettre en place une base avancée à Meknassy, sur le flanc oriental des montagnes de l'Atlas, sur une position privilégiée permettant de barrer la route aux forces d'Erwin Rommel provenant du sud.

### Rommel contre les Américains
Pendant ce temps, Rommel élabore des plans de retraite vers la ligne Mareth. Ceci aurait laissé aux forces de l'Axe le contrôle des deux entrées naturelles de la Tunisie (au nord et au sud) avec, entre les deux, des cols de montagne faciles à défendre. Le 23 janvier 1943, la 8e armée britannique s'empare de Tripoli, en Libye, alors que Rommel se trouve bien plus à l'ouest.

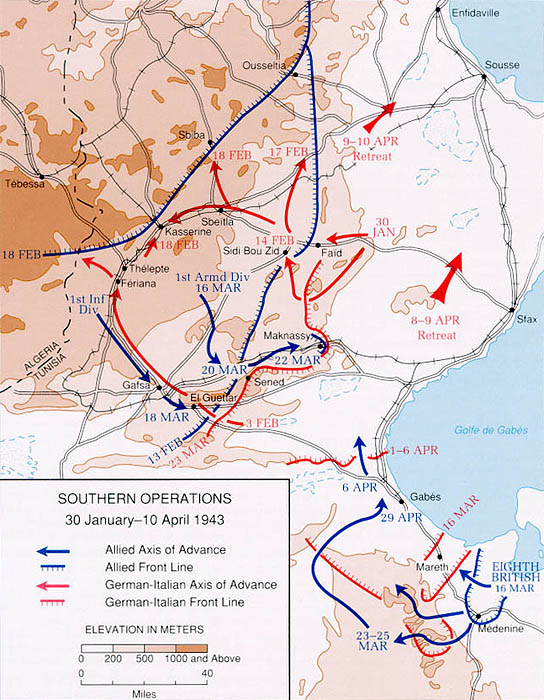
Carte des opérations entre le 30 janvier et le 10 avril 1943.

À cette période, des éléments des forces américaines pénètrent en Tunisie à travers des cols de l'Atlas algérien, contrôlant ainsi l'intérieur d'un triangle cerné par les montagnes. Leur position a l'avantage de pouvoir couper l'Afrika Korps des forces de Von Arnim au nord. Rommel ne peut laisser cette situation s'établir et décide d'attaquer ces forces avant qu'elles ne constituent une menace trop importante. Le 30 janvier, la 21e Panzerdivision rencontre des éléments des forces françaises près de Faïd, le principal passage entre le versant oriental des montagnes et la plaine littorale. Elle les écrase et encercle deux bataillons américains à proximité, les Français étant trop éloignés pour leur porter secours. Plusieurs contre-attaques ont lieu, incluant des forces de la 1re division blindée américaine, mais elles sont repoussées facilement. Après trois jours de combats, les Américains abandonnent leurs lignes et reculent dans les plaines intérieures, une nouvelle ligne défensive étant établie près de la petite ville de Sbeïtla.

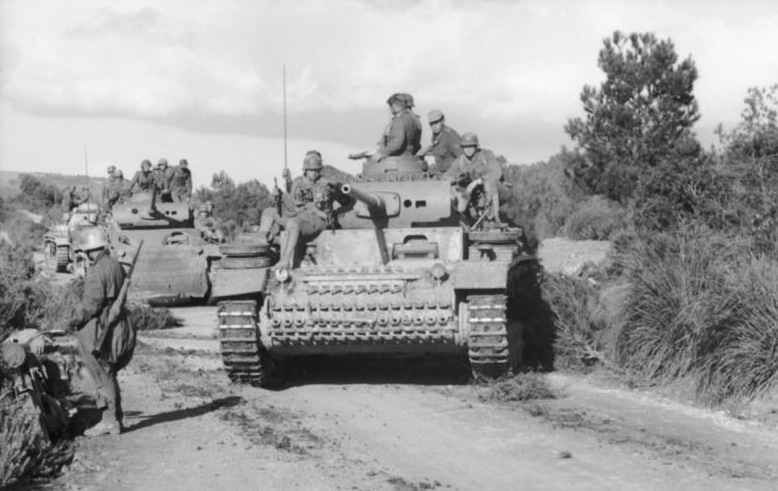
Chars allemands en 1943 proche de Tunis.

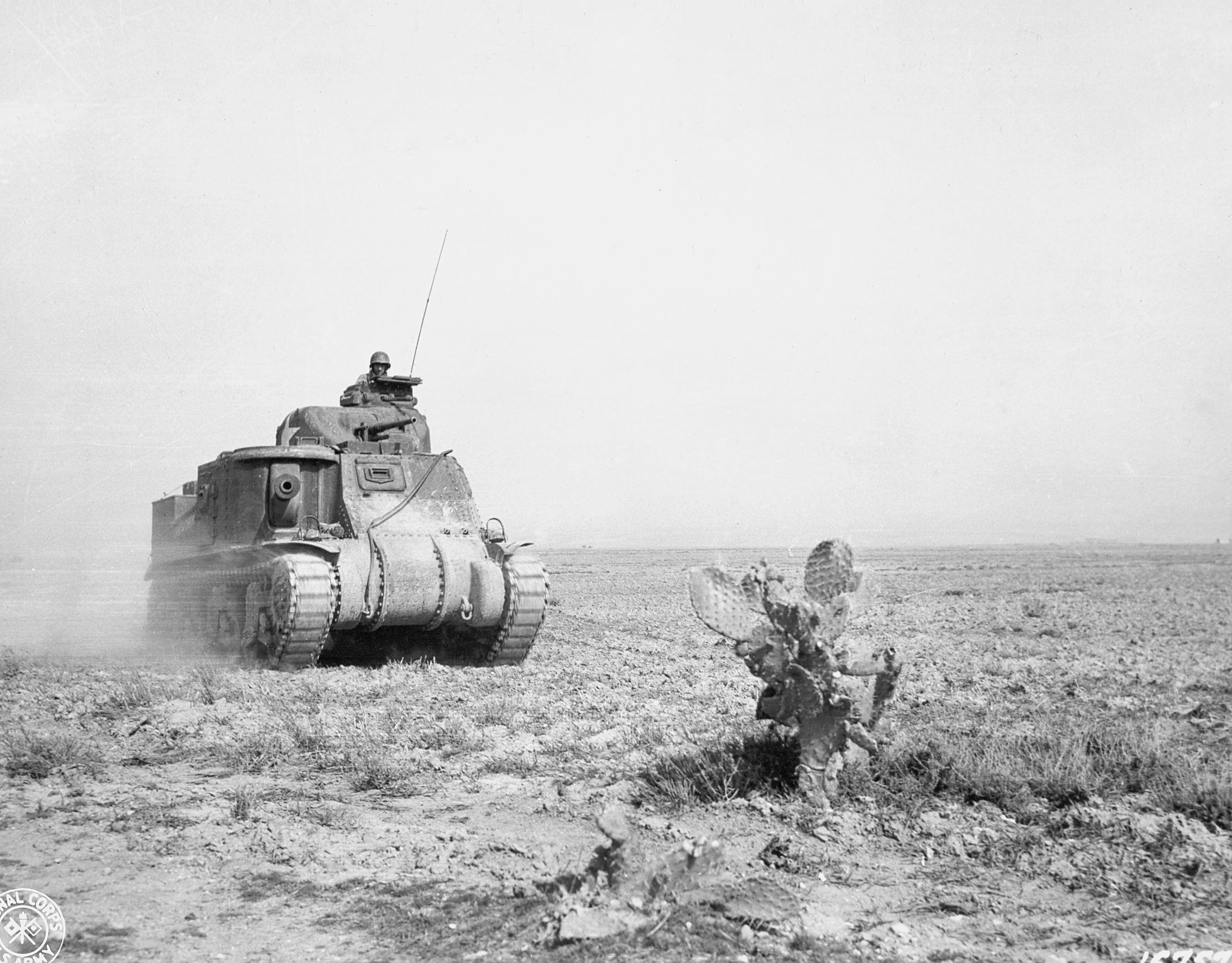
M3 Lee/Grant de la 1re division blindée américaine à Kasserine.

Les Allemands tentent dès la semaine suivante de s'emparer de Sbeïtla. Les forces américaines y tiennent pendant deux jours puis la défense de la ville tombe dans la nuit du 16 février et la ville est évacuée le 17 à midi. Ceci laisse la totalité des plaines intérieures du pays aux mains des Allemands, tandis que les forces alliées restantes effectuent une retraite vers l'ouest jusqu'aux deux cols de Sbiba et Kasserine. À ce moment, dans le camp allemand, on discute de ce qu'il faut faire par la suite.
En effet, toute la Tunisie est sous contrôle de l'Axe et il y a peu à faire avant que la 8e armée britannique soit défaite. L'offensive allemande s'arrête même alors que les forces américaines se retirent dans la confusion. Finalement, Rommel décide que son objectif est de mettre la main sur l'armement américain, de l'autre côté des montagnes (en Algérie), ce qui gênerait fortement toute action américaine venant de l'ouest. Le 19 février 1943, Rommel lance ce qui allait être connu sous le nom de bataille de Kasserine. Deux jours durant, il enfonce les défenses américaines : l'Afrika Korps perd peu d'hommes tandis que les Américains en perdent 6 000 ainsi que les deux-tiers de leurs chars de combat.

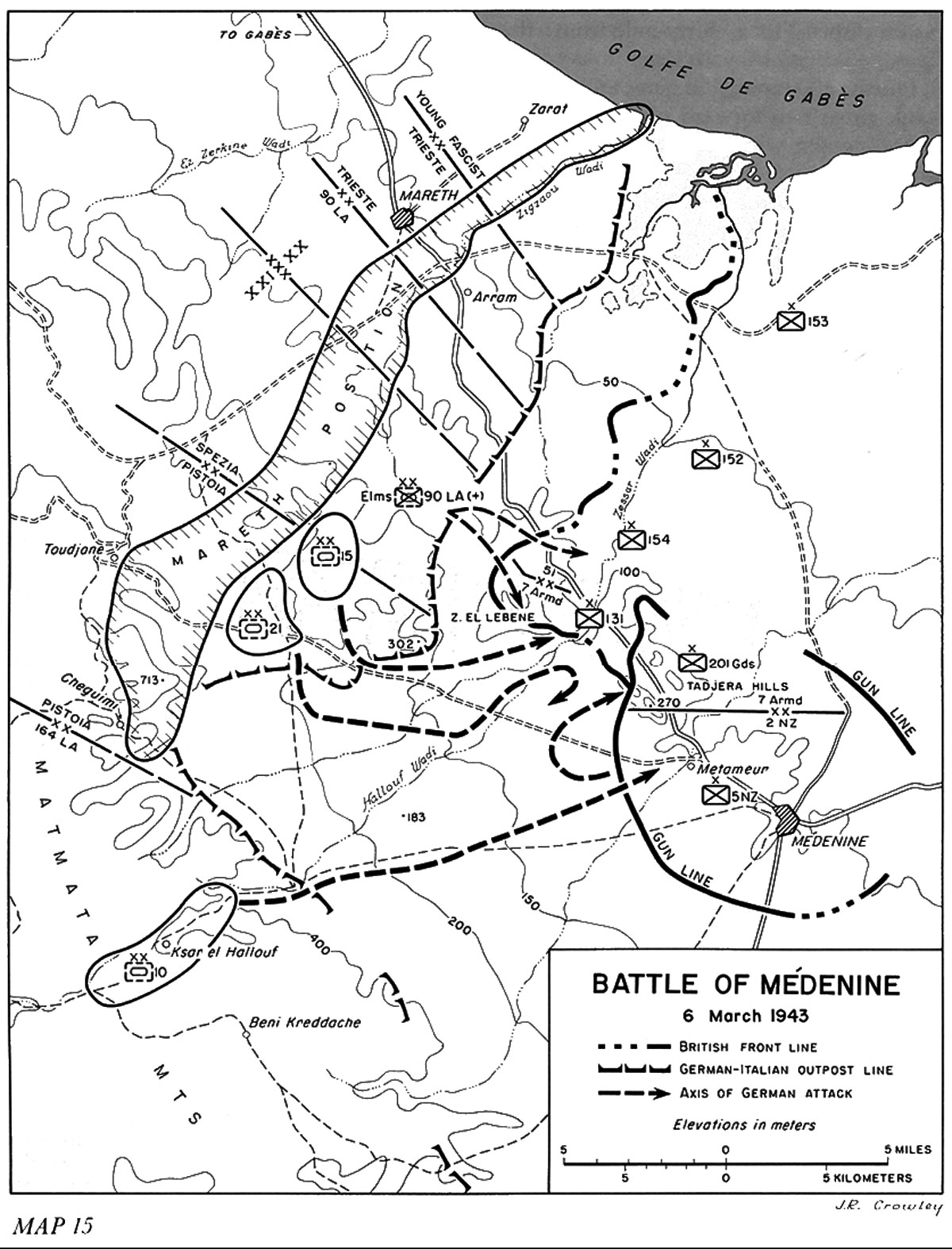
Carte de la bataille de Médenine.

Dans la nuit du 21 février, les troupes britanniques, prélevées des lignes britanniques qui faisaient face aux Allemands à Sbiba, arrivent pour soutenir la défense américaine. Toutefois, le jour se lève avec une autre offensive allemande contre les Américains jusqu'à l'arrivée de quatre bataillons d'artillerie américains qui rendent les attaques allemandes délicates. Faisant face à une défense tenace et apprenant que des éléments de tête de la 8e armée britannique ont déjà atteint Médenine, situé à quelques kilomètres de la ligne Mareth tenue par les Allemands, Rommel décide d'abandonner l'attaque et de se retirer vers la ligne dans la nuit du 22 février, espérant que l'attaque aura causé assez de dégâts aux Alliés pour empêcher toute action depuis le nord dans un futur proche. Les forces de Rommel atteignent l'extrémité occidentale de la ligne Mareth le 25 tandis que les Britanniques sont positionnés sur l'extrémité orientale depuis le 17 et envoient des sondes en direction de l'ouest le 26. Le 6 mars, la majorité des forces de Rommel, trois divisions blindées et deux divisions légères, ainsi que des éléments de trois divisions italiennes, lancent l'opération Capri, attaque lancée vers le sud (en direction de Médenine), le plus au nord des points stratégiques britanniques. La réponse d'artillerie britannique est intense, repoussant l'attaque de l'Axe et détruisant 55 de leurs 150 tanks.
Puis l'action se relâche pendant un temps et les deux camps analysent les résultats des batailles récentes. Rommel reste convaincu que les forces américaines constituent une faible menace tandis que les Britanniques sont à un niveau équivalent. Il maintient cette opinion longtemps, ce qui se révèle très coûteux dans l'avenir. En effet, les Américains analysent la bataille, relèvent plusieurs officiers supérieurs et publient des rapports pour améliorer leurs combats. Plus important, le 6 mars, le commandement du 2e corps d'armée américain passe de Fredendall à George Patton assisté d'Omar Bradley. On rappelle aux commandants que de grandes unités doivent être maintenues concentrées sur le champ de bataille au lieu d'être dispersées comme elles l'ont été avec Fredendall. Cela aura pour avantage d'améliorer le tir de la puissante artillerie américaine. Le soutien aérien rapproché s'est révélé faible, et, même si des améliorations ont été apportées, on n'obtient pas de solution totalement satisfaisante jusqu'à la bataille de Normandie.

### Montgomery déborde la ligne Mareth

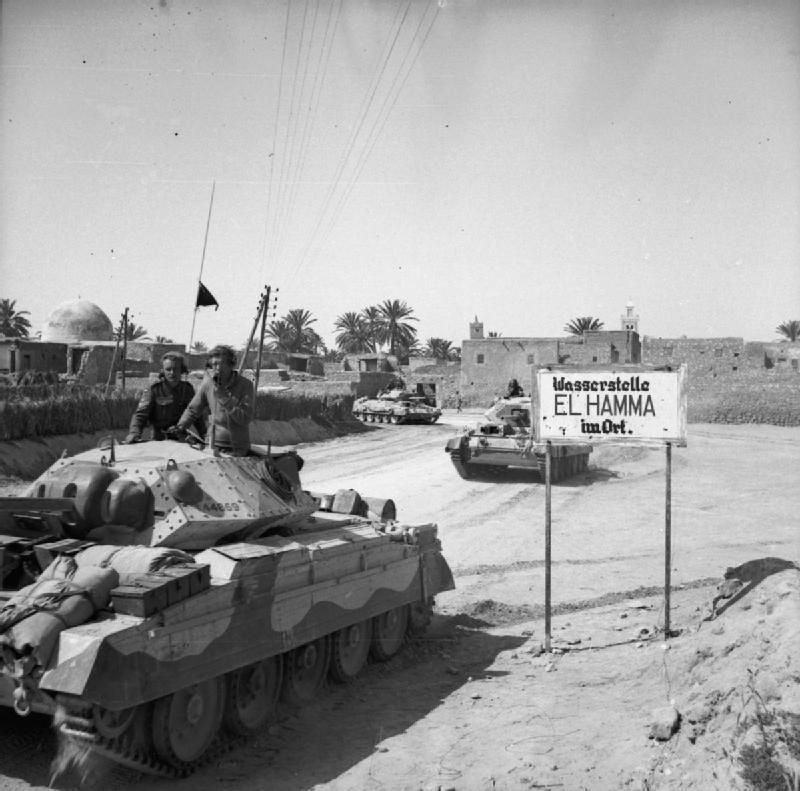
Chars Crusader à l'entrée d'El Hamma le 29 mars 1943.

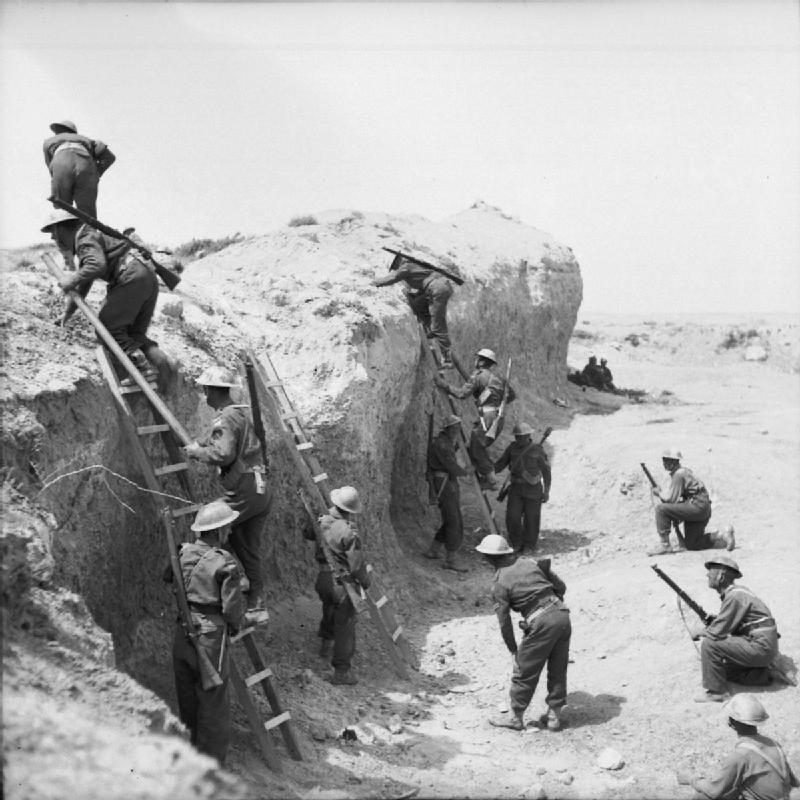
Soldats britanniques sur la ligne Mareth.

Montgomery lance une attaque majeure, baptisée opération Pugilist, contre la ligne Mareth dans la nuit du 19 mars au 20 mars 1943. Des éléments de la 50e division d'infanterie britannique enfoncent la ligne et établissent une tête de pont à l'ouest de Zarat les 20 et 21 mars. Mais une contre-attaque déterminée par la 15e Panzerdivision détruit la poche et rétablit la ligne le 22.
Le 26, le général Brian Horrocks (à la tête du Corps X britannique), contourne les monts Matmata, traverse la vallée de Tebaga et prend la ville d'El Hamma à la pointe nord de la ligne. Ce mouvement sur le flanc rend la ligne Mareth très difficile à tenir. Le lendemain, des unités allemandes et italiennes tentent de stopper l'avancée d'Horrocks, avec des batteries anti-chars stratégiquement placées, dans une tentative pour gagner du temps dans la retraite. En moins de 48 heures, les défenseurs de la ligne Mareth marchent sur 60 kilomètres vers le nord-ouest et installent de nouvelles positions défensives sur l'oued Akarit près de Gabès.
Avec le meilleur ouvrage défensif de la région aux mains des Britanniques et sans aucun signe de ralentissement de la 8e armée, Rommel retourne en Allemagne pour essayer de convaincre Hitler d'abandonner la Tunisie et de replier l'Afrika Korps en Europe. Hitler refuse et Rommel est mis sur la touche.

### Libération de Gabès
À ce point là de la campagne, le 2e corps américain, réorganisé, a passé les cols et s'est positionné à l'arrière des lignes allemandes. La 10e Panzerdivision est harcelée et se trouve repoussée vers l'intérieur. Les deux camps se rencontrent à la bataille d'El Guettar le 23 mars : la bataille ressemble d'abord aux premiers affrontements de la campagne avec des chars allemands enfonçant les premières lignes américaines.
Pourtant, ils entrent assez vite dans un champ de mines américain et, sitôt après, l'artillerie américaine et les unités anti-chars ouvrent le feu contre eux. Le 10e Panzerdivision perd 30 chars sur une courte période et doit se retirer du champ de mines. Une seconde attaque est lancée en fin d'après-midi, cette fois-ci appuyée par l'infanterie, mais est également contre-carrée : la 10e division doit se replier sur Gabès.
Cependant, les Américains sont incapables de tirer avantage de l'échec allemand et attendent pendant plusieurs semaines pour pousser l'infanterie italienne hors de deux collines stratégiques situées sur la route de Gabès. Des tentatives majeures et répétées auraient permis une progression mais elles auraient été repoussées par de petites unités de la 10e division et de la 21e Panzerdivision qui auraient pris la route depuis Gabès en une heure environ. Un meilleur soutien aérien aurait rendu cette « défense mobile » difficile mais la coordination entre l'armée de l'air et les forces terrestres a toujours été un problème pour les Alliés.
La 8e armée britannique et le 2e corps américain continuent leurs attaques la semaine suivante et, finalement, la 8e armée perce les lignes et force l'Afrika Korps à abandonner Gabès et à effectuer une retraite pour rejoindre les autres forces de l'Axe stationnées plus au nord. Les collines faisant face aux forces américaines sont également abandonnées, ce qui leur permet de faire la jonction avec les forces britanniques plus tard dans la journée. À ce stade, la bataille devient une guerre d'usure.

### Fin de la campagne

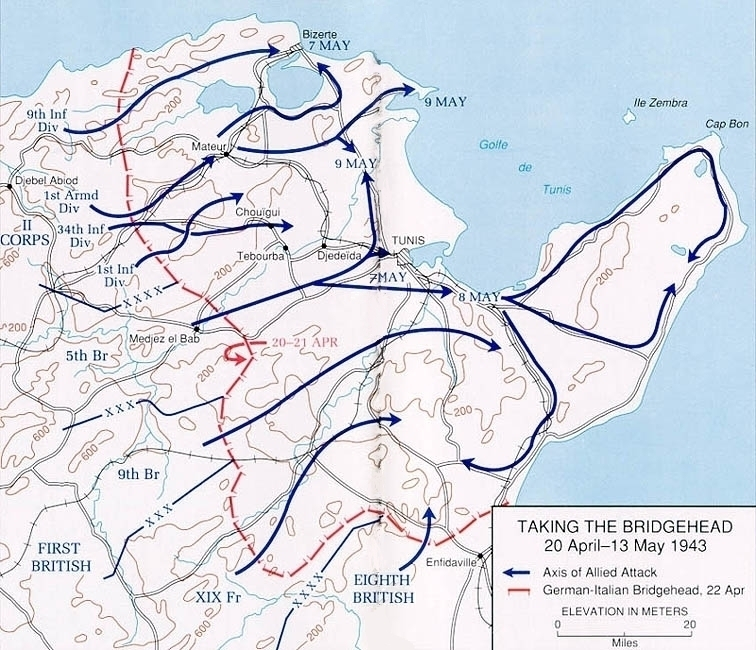
Carte des opérations entre le 20 avril 1943- et le 13 mai 1943.

La dernière étape pour libérer la Tunisie commence en avril 1943. À ce moment-là, les forces germano-italiennes sont cantonnées derrière une ligne défensive au nord-est de Tunis et cherchent à protéger leurs lignes armées avec peu d'espoir de continuer la bataille très longtemps. Les forces alliées se sont reconstituées, le 2e corps américain s'est positionné au nord, la 1re armée britannique au centre, et la 8e armée britannique au sud-est.
Pendant que les Alliés préparent leur prochain mouvement, les Allemands testent le centre britannique en lançant une attaque conduite par la division Hermann Göring dans la nuit du 20 au 21 avril. Même s'ils parviennent à pénétrer de 8 kilomètres en certains points, ils ne peuvent provoquer de retraite générale et finalement rejoignent leurs lignes. Le 22, la 46e division d'infanterie britannique recule : les pertes sont élevées des deux côtés mais les Britanniques avancent. Le lendemain, le front allié tout entier attaque et, en trois jours, les lignes allemandes tombent.

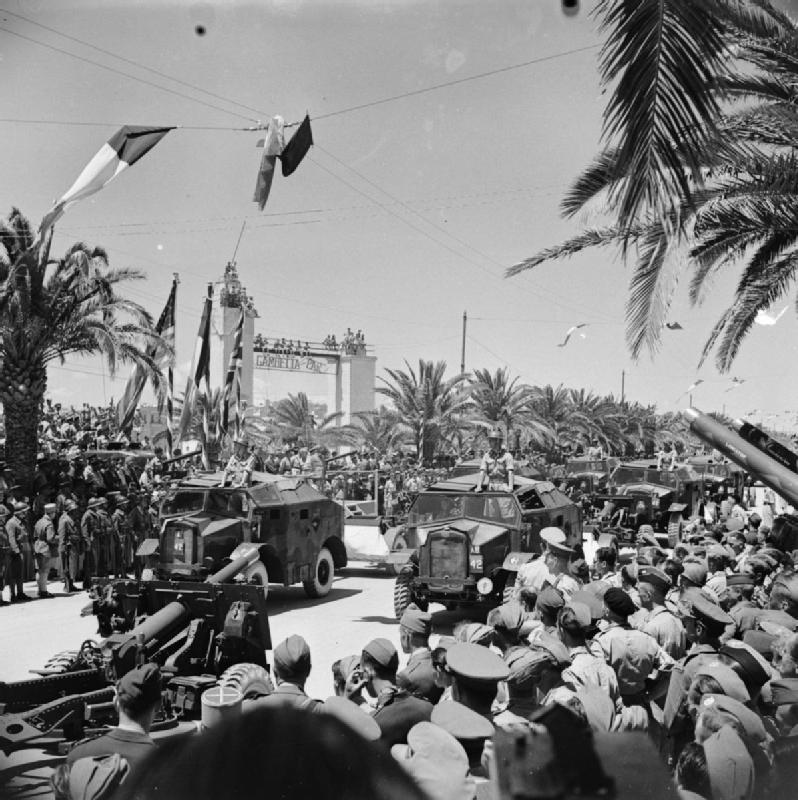
Parade des troupes britanniques le 20 mai 1943 à Tunis.

Le 7 mai, l'armée britannique entre enfin à Tunis et l'infanterie américaine à Bizerte. Mais, à Takrouna, dans le réduit du djebel Zaghouan, les troupes de l'Axe résistent encore farouchement.
La 1re division française libre est en ligne face à la crête des Djebillat tenue par les grenadiers de la 90e Leichte Division. Le 11 mai au matin, appuyés par l'artillerie du 1er régiment d'artillerie de marine, les bataillons de marche 4 et 5 passent à l'attaque pour s'emparer de la ligne de crête, le premier face aux blockhaus de la cote 136 ouest et le second face à ceux de la cote 150. Les combats sont violents et les pertes élevées de part et d'autre, mais les objectifs des Français libres sont conquis dans la matinée.
Six jours plus tard, la dernière tentative de résistance de l'Axe en Afrique s'achève avec la reddition de plus de 168 000 combattants selon le général Kenneth Anderson, beaucoup d'entre eux tout juste arrivés de Sicile où ils auraient été plus utiles par la suite. Le jeu désespéré de l'Axe a seulement retardé l'inévitable résultat, d'une saison peut-être, la défaite américaine à Kasserine étant peut-être la meilleure chose qui leur soit arrivée. Avec une Afrique du Nord à présent aux mains des Alliés, les efforts vont rapidement être consacrés à l'invasion de la Sicile puis de l'Italie.
Le 13 mai 1943, un communiqué allié indique la fin de la guerre en Afrique du Nord : « Il ne reste aucune force de l'Axe en Afrique du Nord qui ne soit prisonnière entre nos mains. Les derniers éléments des forces de l'Axe se sont rendus le 13 mai à 11 h 45 ».

## Armée française dans la campagne de Tunisie
L'ensemble des forces françaises (détachement d'armée française) qui participe à la campagne de Tunisie aux côtés des Alliés est placé, le 25 novembre 1942, sous le commandement du général Alphonse Juin et comprend divers éléments de l'armée d'Afrique, dont le 19e corps d'armée, commandé par le général Louis Koeltz, et le commandement supérieur des troupes de Tunisie du général Barré. À partir du mois de février 1943, les Forces françaises libres qui se composent de deux divisions, la 1re DFL du général de Larminat et la force L commandée par le général Leclerc, rejoignent les troupes de l'armée d'Afrique. Au 15 mars 1943, le total des effectifs engagés s'élève à 72 802 hommes dont 50 651 Maghrébins.
- Armée d'Afrique (63 000 hommes) :
  - Division de marche de Constantine (DMC) jusqu'en avril 1943 : général Welvert (tué le 10 avril 1943) puis le général Schwartz (sl)
  - Division de marche d'Alger (DMA) : général Conne (sl)
  - Division de marche d'Oran (DMO) : général Boissau
  - Division de marche du Maroc (DMM) : général Mathenet
  - Brigade légère mécanique (1re BLM)[7] : général Touzet du Vigier, auquel succèdent le général Brossin de Saint-Didier (d) puis en février 1943, le général Le Couteulx de Caumont (sl)
  - Corps francs d'Afrique (CFA)[8] : général de Montsabert
- Forces françaises libres (9 000 hommes) :
  - 1re DFL : général de Larminat
  - Force L : général Leclerc

Parmi les 1 665 officiers ayant participé à cette campagne, 96 étaient musulmans, mais leur proportion était plus importante parmi les sous-officiers, avec 1 582 sur un total de 5 551.

## Cimetières militaires
À la suite de la campagne de Tunisie, une partie des morts alliés et allemands sont inhumés dans une série de cimetières militaires à travers le pays :
- Alliés :
  - Béja : 396 tombes ;
  - Carthage : 2 841 soldats tombés au combat ;
  - Enfida : 1 551 tombes ;
  - Takrouna ;
  - Tarf Ech-Chena ;
  - Gammarth ;
  - Haffouz (anciennement Pichon) ;
  - Medjez el-Bab : 3 000 tombes et mémorial destinés à 1 959 soldats tombés au combat ;
  - Massicault (près de Borj El Amri) : 1 578 tombes ;
  - Oued Zarga : 239 tombes ;
  - Sfax : 1 254 tombes ;
  - Tabarka ;
  - Thibar : 99 tombes ;
  - Zarzis : tombes italiennes et allemandes dans le cimetière chrétien à l'abandon et délabré
- Allemands :
  - Borj Cédria : 8 562 soldats tombés au combat.

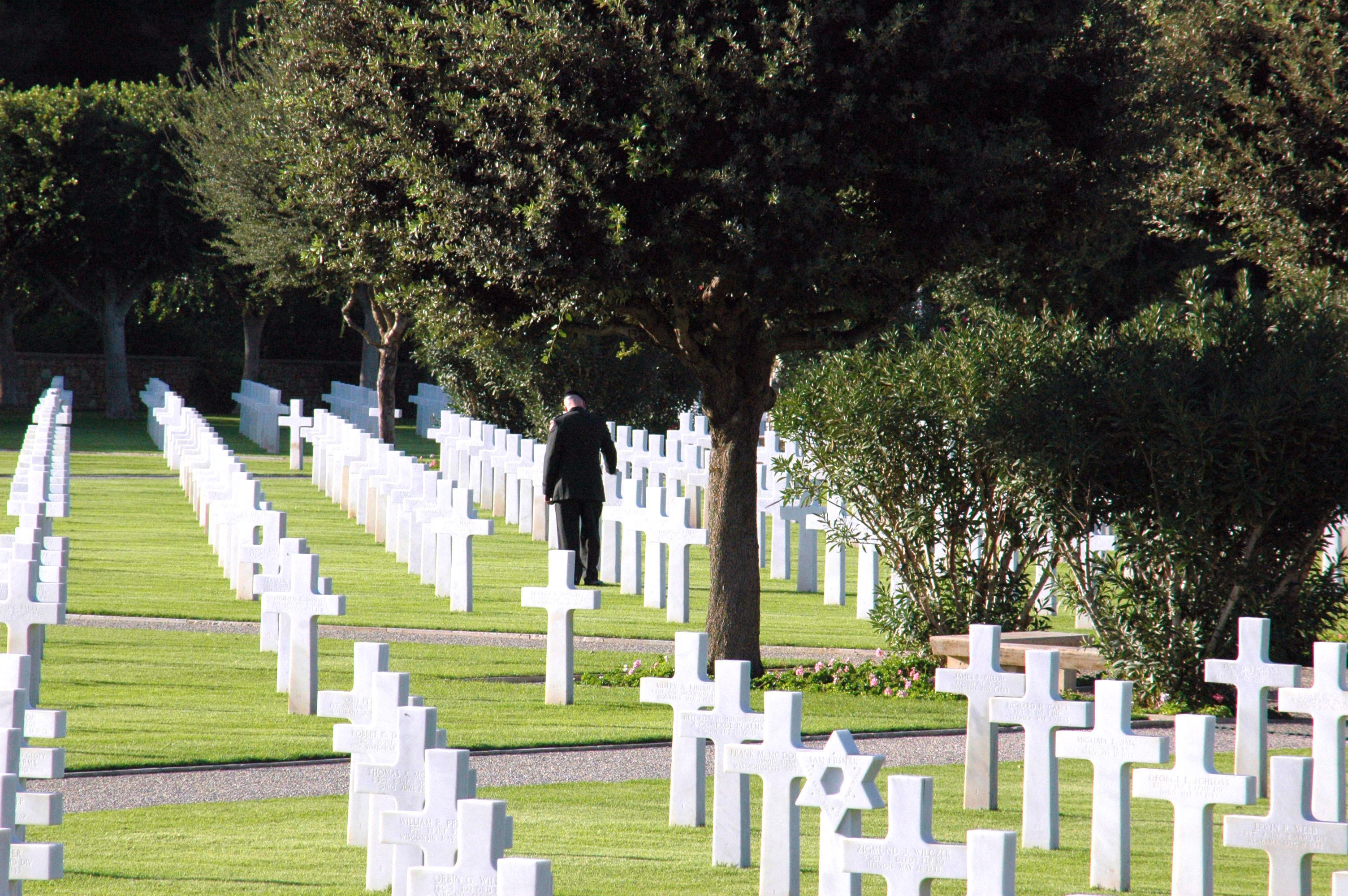
Carthage.
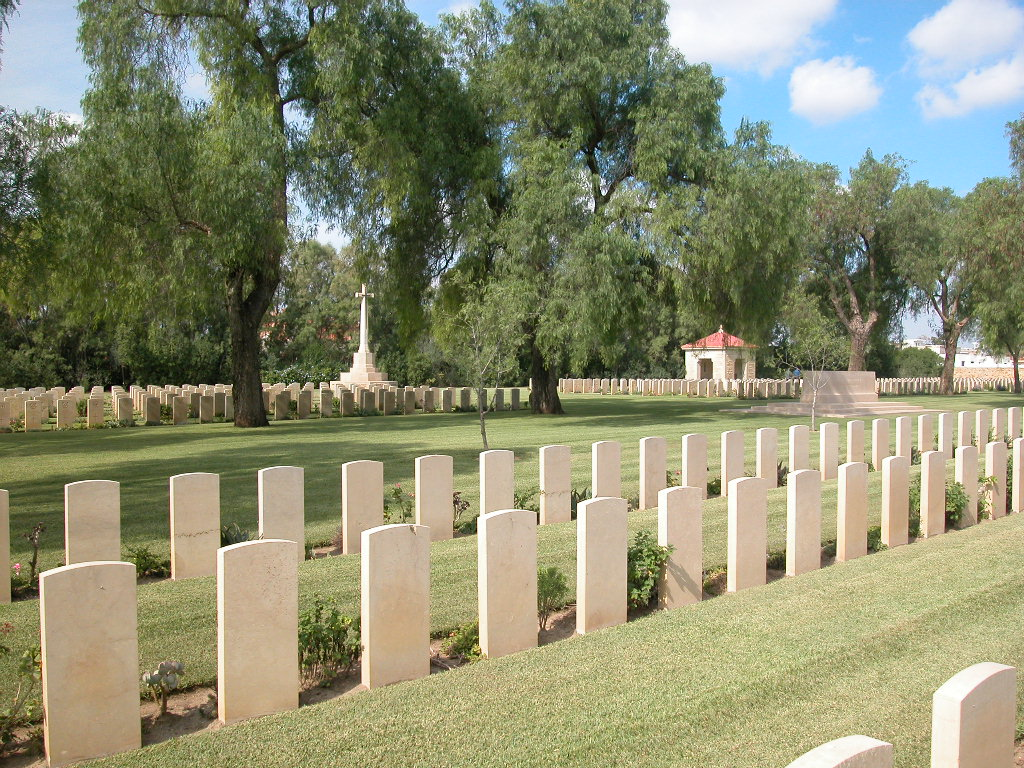
Enfida.
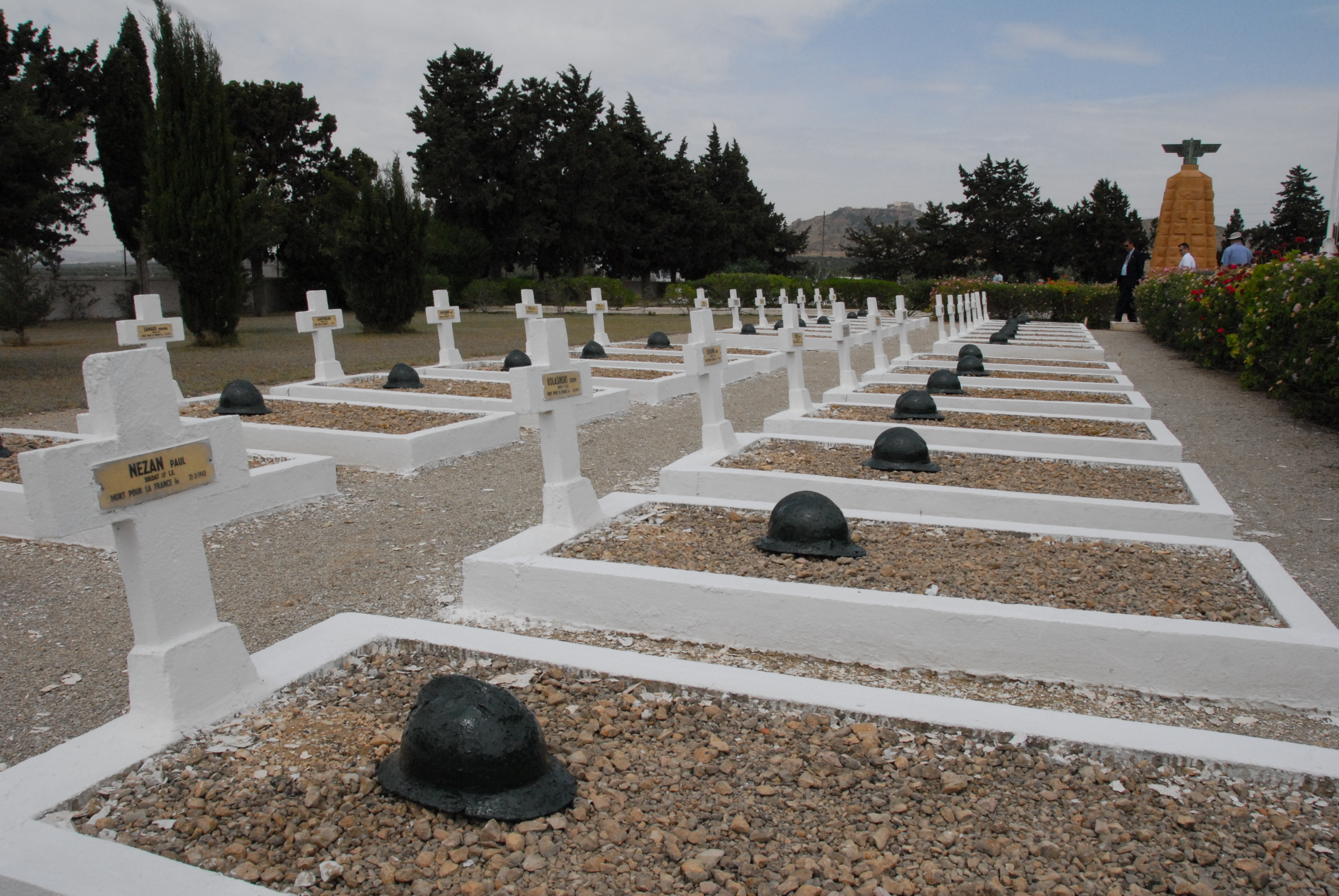
Takrouna.
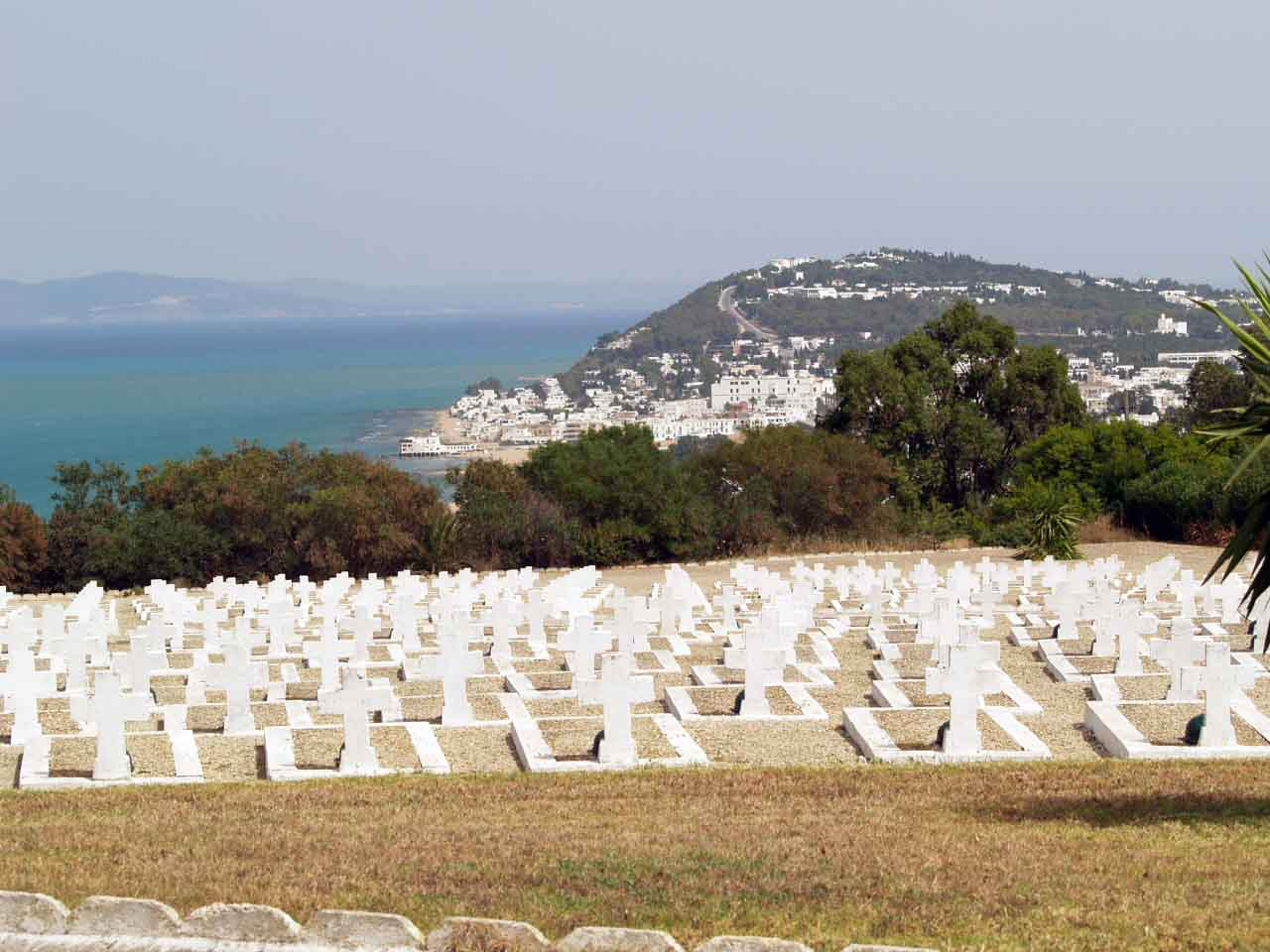
Gammarth.
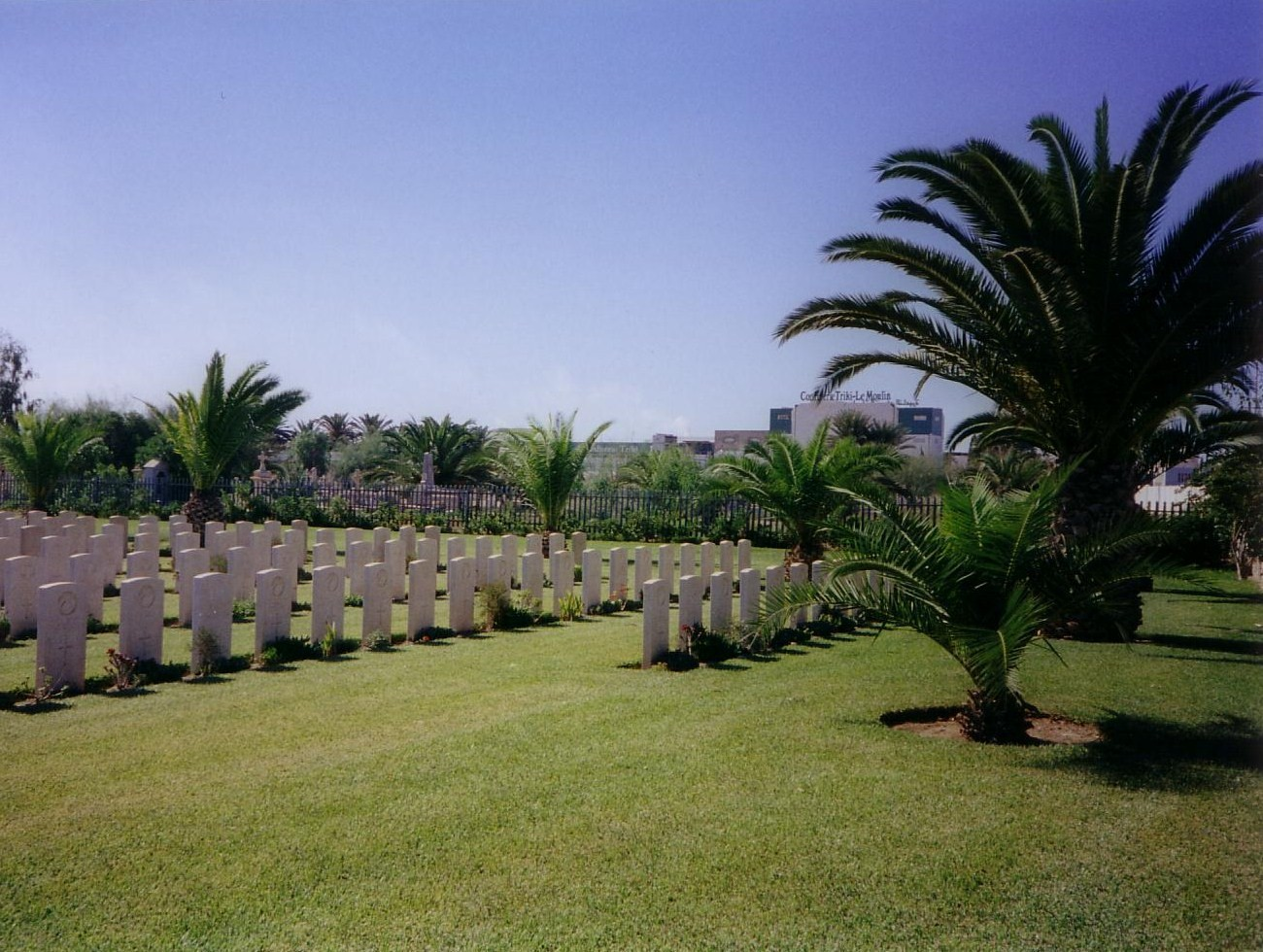
Sfax.

## Hommages

### Inscriptions sur les drapeaux
Après la guerre, huit noms de bataille sont attribués pour rappeler la campagne de Tunisie et s'inscrire dans les plis des drapeaux : 
- Djebel Mansour 1943 ;
- Djebel Zaghouan 1943 ;
- Fondouk El Okbi 1943 ;
- Le Faïd 1943 ;
- Medjez el-Bab 1943 ;
- Ousseltia 1943 ;
- Pichon 1943 ;
- Takrouna 1943.

### Monument commémoratif de la campagne de Tunisie 1942-1943 (esplanade Habib-Bourguiba à Paris)
« Monument en souvenir de la campagne de Tunisie 1942-1943, grande bataille décisive de la Deuxième Guerre mondiale. Hommage à ces soldats qui par leur courage ont redonné l'honneur à la France. Pendant six mois, ils ont peiné et combattu dans les djebels, mal équipés et mal armés. Sous les ordres des généraux Giraud, Juin, Leclerc, Koenig, Koeltz et Barré, les 80 000 combattants de Tunisie, issus de France, d'Afrique du Nord et de l'Empire, aux côtés des armées américaine et britannique, arrêtèrent les forces de l'Axe et les rejetèrent à la mer, faisant plus de 40 000 prisonniers. Par cette victoire, ils ont assuré le renouveau de l'armée française, qui allait s'illustrer en Italie puis dans les combats de la libération. À la mémoire des 12 000 tués et disparus de cette campagne. »
— Texte du monument commémoratif de la campagne de Tunisie 1942-1943 (esplanade Habib-Bourguiba à Paris)